# Jeżogłówka pokrewna
Jeżogłówka pokrewna (Sparganium angustifolium Michx.) – gatunek rośliny z rodziny jeżogłówkowatych (Sparganiaceae) (według systemu Reveala) lub pałkowatych (Typhaceae) według Angiosperm Phylogeny Website.

## Rozmieszczenie geograficzne
Występuje w Ameryce Północnej, Azji i Europie. Największy zwarty obszar zasięgu ma w Ameryce Północnej, w Azji występuje tylko w rozproszeniu na Dalekim Wschodzie. W Europie główny zwarty obszar jego zasięgu obejmuje Skandynawię, Wielką Brytanię i Islandię, poza tym występuje na rozproszonych stanowiskach głównie w górach: Alpach, Karpatach, górach Półwyspu Bałkańskiego i na Szumawie.
W Polsce jest rzadkim reliktem polodowcowym i występuje tylko na Pomorzu Zachodnim oraz na jednym stanowisku w Tatrach (Toporowy Staw Wyżni).
Również na sąsiedniej Słowacji roślina występuje jedynie na dwóch stanowiskach w Tatrach: w Niżnim Żabim Stawie Białczańskim w Tatrach Wysokich i w Rohackich Stawach w Tatrach Zachodnich, przy czym ta druga lokalizacja po raz pierwszy stwierdzona została już w końcu XIX w. przez Bolesława Kotulę. W Czechach jedynym miejscem występowania gatunku jest obecnie Plešné jezero na Szumawie.

## Morfologia
ŁodygaDo 2,5 m długości.
LiścieDługie i wiotkie, pływające po powierzchni wody. Liście odziomkowe spodem wypukłe, o długości 1-2,5 m i szerokości do 5 mm. Liście łodygowe płaskie, pochwiaste w nasadzie.
KwiatyZebrane w 2-3 dolne główki żeńskie i 3-6 górnych główek męskich.
OwocPestkowiec długości 4-5,5 mm.

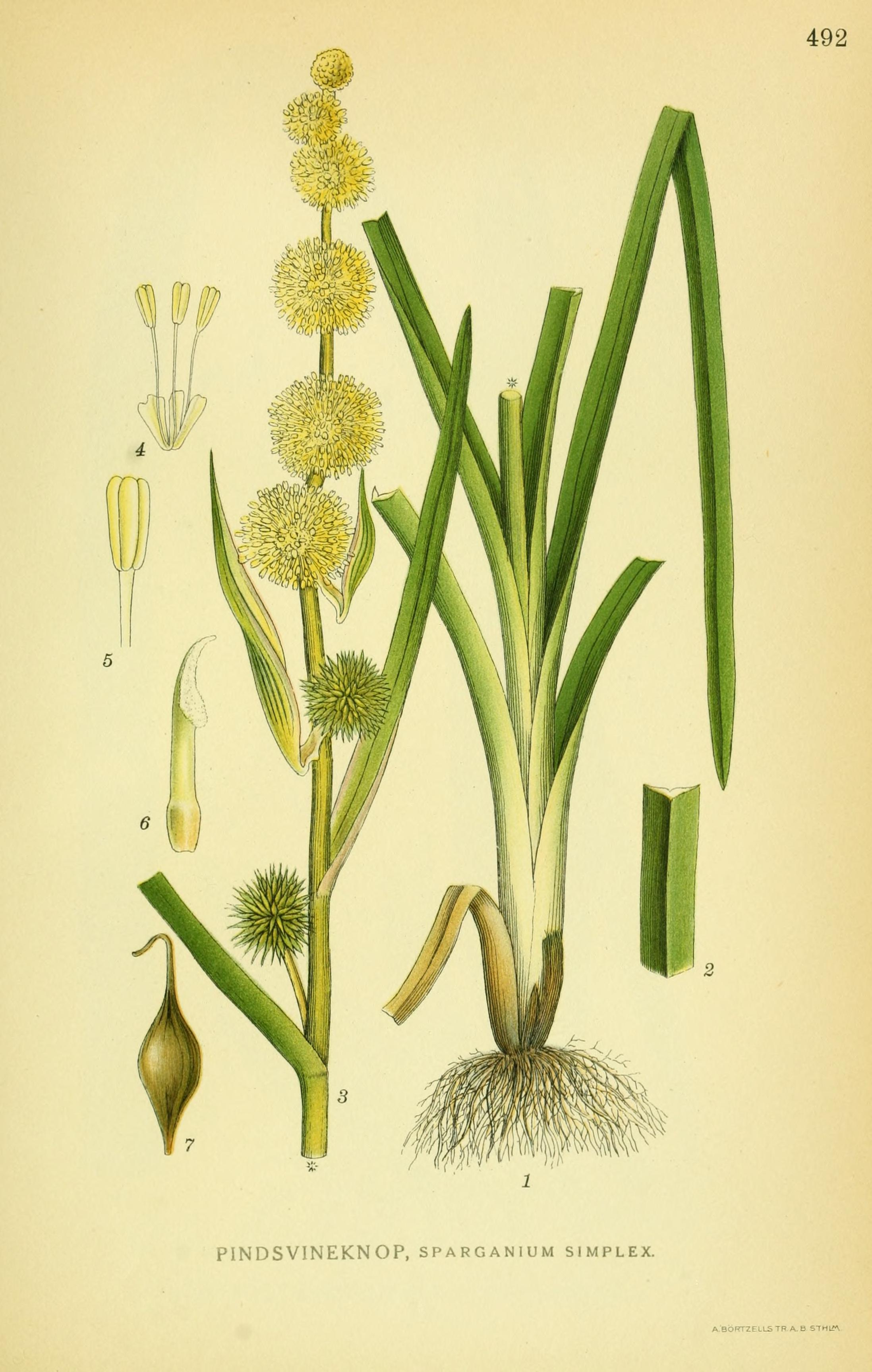
Morfologia
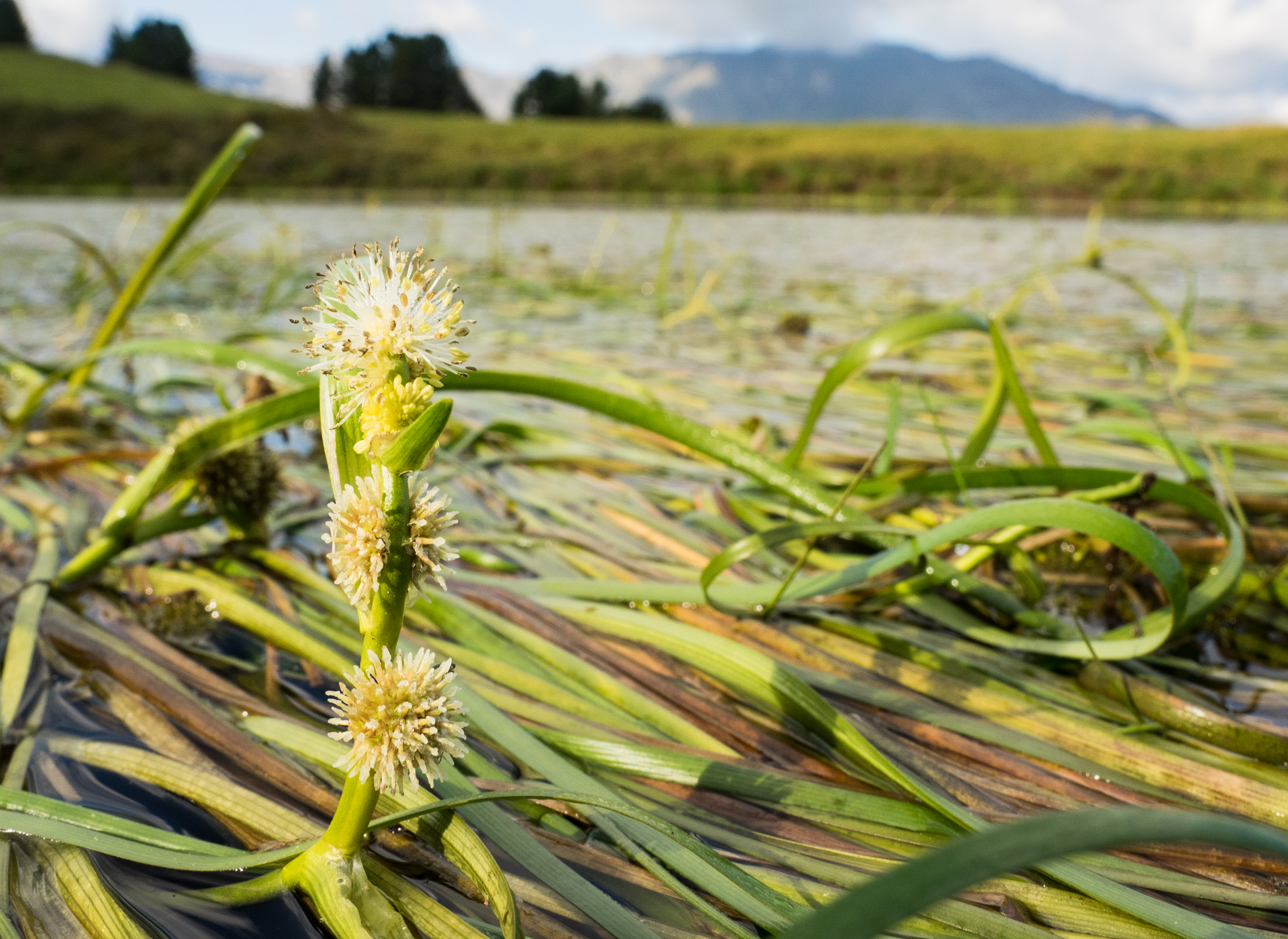
Pokrój
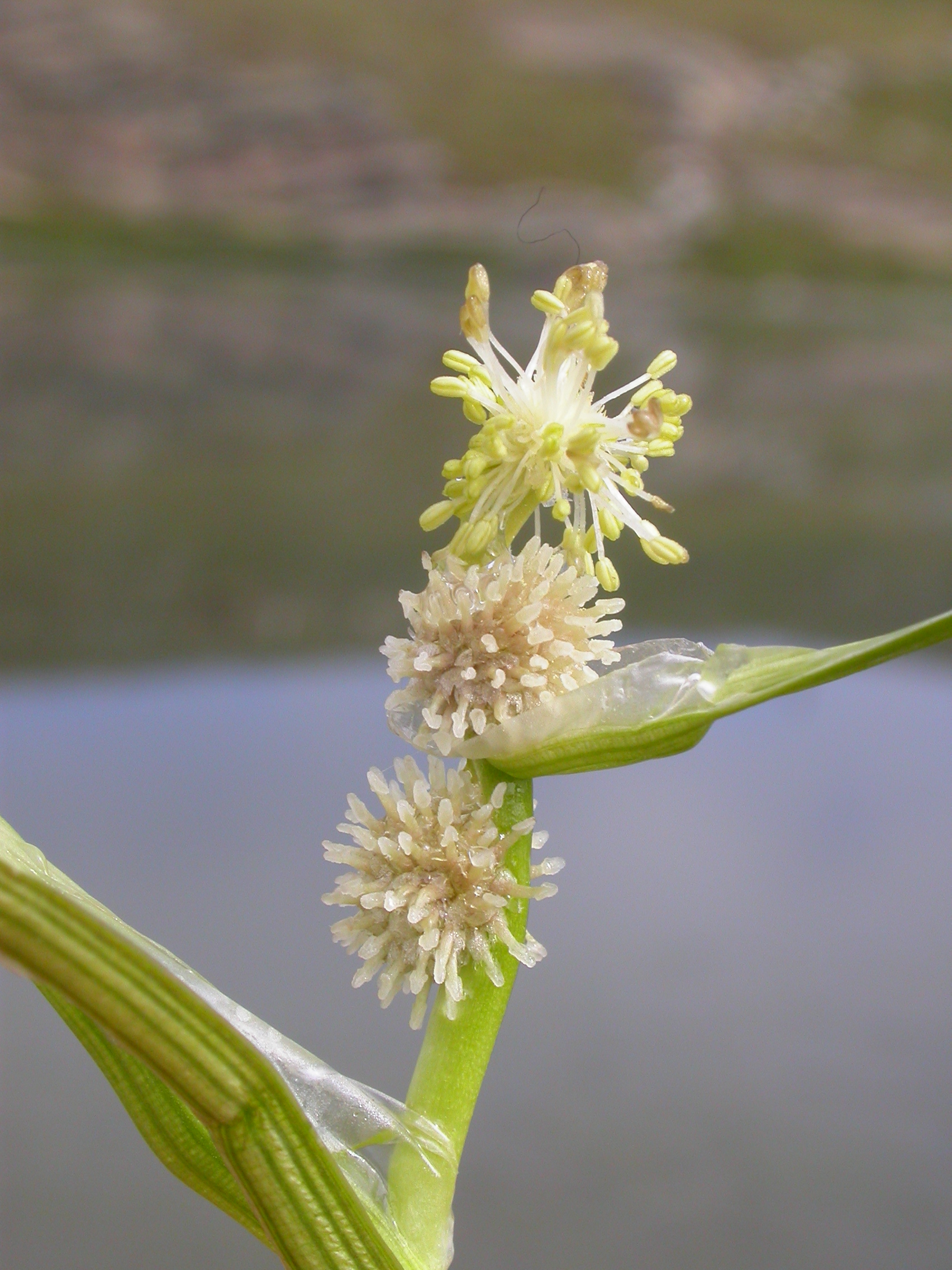
Kwiatostany
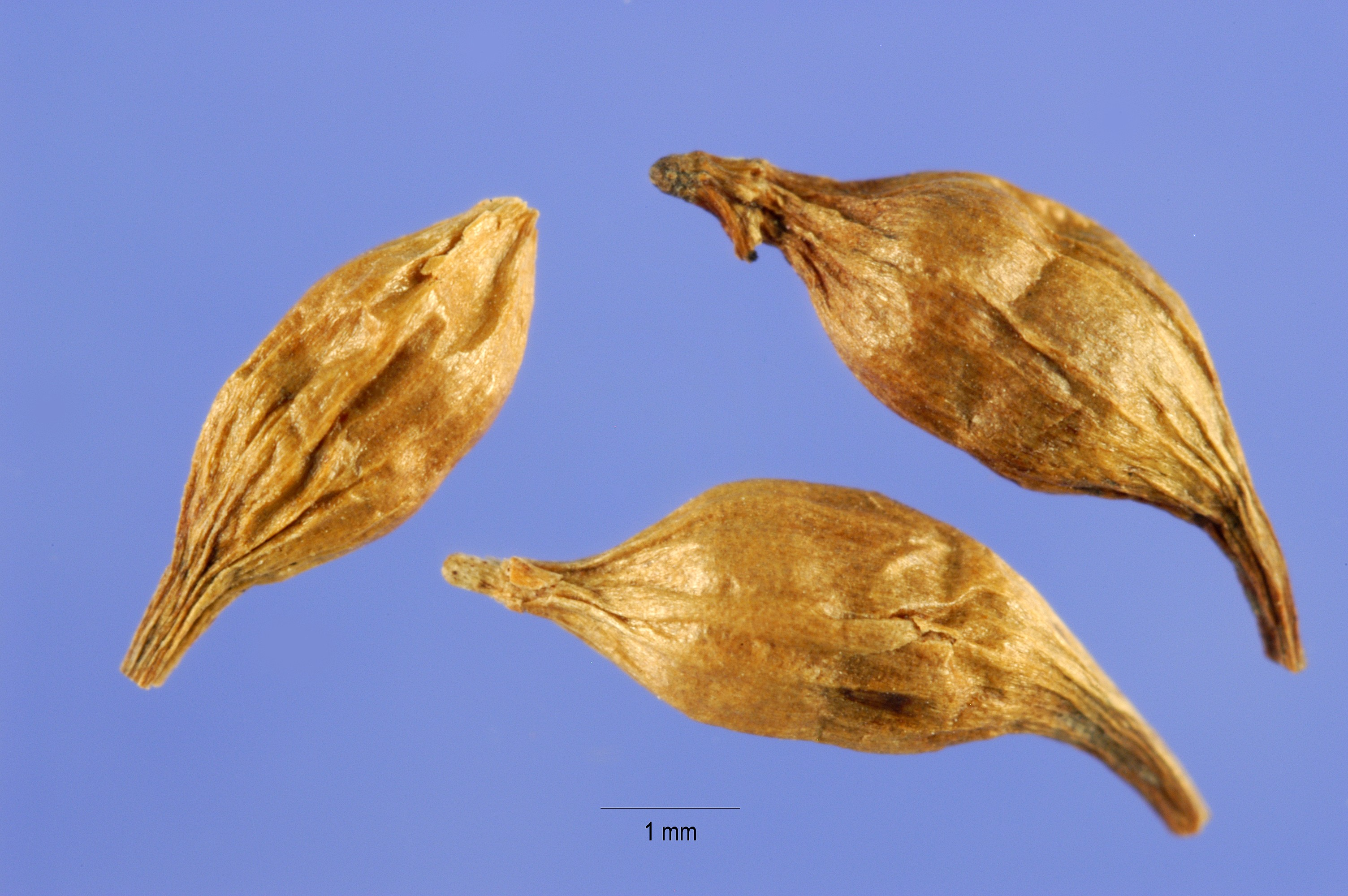
Owoce

## Biologia i ekologia
Bylina, hemikryptofit, hydrofit. Rośnie w strefie przybrzeżnej jezior, na głębokości 0,5-1,5 m. Kwitnie od czerwca do sierpnia. Liczba chromosomów 2n=30. Gatunek charakterystyczny klasy Littorelletea uniflorae.

## Zagrożenia
Roślina objęta w Polsce ścisłą ochroną gatunkową.
Kategorie zagrożenia gatunku:
- Kategoria zagrożenia w Polsce według Czerwonej listy roślin i grzybów Polski (2006)[11]: V (narażony na wyginięcie); 2016: EN (zagrożony)[12].
- Kategoria zagrożenia w Polsce według Polskiej czerwonej księgi roślin (2001, 2014): EN (zagrożony)[13].